# Kevin Sheedy
Kevin Mark Sheedy (Builth Wells, 21 oktober 1959) is een voormalig voetballer. Hij was een buitenspeler. 

## Clubcarrière
De langste periode van zijn carrière, tien jaar, bracht Sheedy door bij Everton, waarmee hij de FA Cup en de Europacup II won, en daarnaast twee keer kampioen werd in de Football League. Dat alles onder de manager Howard Kendall. Verder speelde Sheedy nog voor Hereford United, Liverpool, Newcastle United en Blackpool. 

## Interlandcarrière
Voor het Ierse voetbalelftal speelde hij 46 wedstrijden, waaronder de wedstrijd waarin hij het eerste Ierse doelpunt op een WK voetbal maakte. Onder leiding van bondscoach Eoin Hand maakte Sheedy zijn interlanddebuut op 12 oktober 1983, toen Ierland in een sensationele EK-kwalificatiewedstrijd met 3-2 verloor van Nederland. 

## Trainerscarrière
Tegenwoordig is Sheedy in functie als jeugdtrainer bij Everton.

## Erelijst
Everton FC 
- First Division

1985, 1987
- FA Cup

1984
- Europacup II

1985
 Newcastle United
- Football League First Division

1993
1 Bonner ·
2 Morris ·
3 Hughton ·
4 McCarthy ·
5 Moran ·
6 Whelan ·
7 McGrath ·
8 Houghton ·
9 Aldridge ·
10 Stapleton  ·
11 Galvin ·
12 Cascarino ·
13 O'Brien ·
14 Kelly ·
15 Sheedy ·
16 Peyton ·
17 Byrne ·
18 Sheridan ·
19 Anderson ·
20 Quinn ·
Coach: Charlton
1 Bonner ·
2 Morris ·
3 Staunton ·
4 McCarthy  ·
5 Moran ·
6 Whelan ·
7 McGrath ·
8 Houghton ·
9 Aldridge ·
10 Cascarino ·
11 Sheedy ·
12 O'Leary ·
13 Townsend ·
14 Hughton ·
15 Slaven ·
16 Sheridan ·
17 Quinn ·
18 Stapleton ·
19 Kelly ·
20 Byrne ·
21 McLoughlin ·
22 Peyton ·
Coach: Charlton